# Chalcopasta koebelei
Chalcopasta koebelei är en fjärilsart som beskrevs av Riley 1893. Chalcopasta koebelei ingår i släktet Chalcopasta och familjen nattflyn. Inga underarter finns listade i Catalogue of Life.